# أنيسة فخرو
أنيسة فخرو كاتبة وروائية وشاعرة وأكاديمية بحرينية، صدرت لها مجموعة من المؤلفات الأدبية في الرواية والشعر والتراث الشعبي، من أبرزها كتاب «حزاوي أمي شيخة: أحلام الطفولة، قصص وحكايا من التراث الشعبي».

## التعليم
- حاصلة على دكتوراه في علوم التربية، علم النفس النمائي من جامعة محمد الخامس عام 2003م.
- حاصلة على ماجستير التربية الخاصة حول التفوق والموهبة والإبداع من جامعة الخليج العربي عام 1994م.
- حاصلة على بكالوريوس علم النفس والاجتماع والفلسفة من جامعة بيروت عام 1986م.[4]

## العمل
- عملت باحثة اجتماعية في المكتب التنفيذي لمجلس وزراء العمل والشؤون الاجتماعية لدول مجلس التعاون 1990-1992م.
- عملت في مجال التعليم معلمة في مدارس وزارة التربية والتعليم، ومن ثم اختصاصية بحوث وتقويم تربوي.
- عملت أستاذة جامعية في أكاديمية دلمون 2000م - 2001م، ثم في جامعة البحرين 2003م -2005م.
- ساهمت في تأسيس مركز رعاية الطلبة الموهوبين بوزارة التربية والتعليم وتولت رئاسته في الفترة 2005م -2011م.
- تولت رئاسة قسم برامج الطلبة المتفوقين والموهوبين في وزارة التربية والتعليم.
- كتبت عموداً صحفياً بعنوان (ضوء) في جريدة الأيام 1995م -2003م، وفي جريدة الخليج الإماراتية 1997م، وفي جريدة أخبار الخليج البحرينية 2003م -2008م، وفي جريدة البيان الإماراتية، وكذلك في جريدة أوان الكويتية 2009م.[4]

## المؤلفات
| الكتاب                                                                                        | التاريخ | المصدر |
| --------------------------------------------------------------------------------------------- | ------- | ------ |
| واقع الطفولة في البحرين                                                                       | 1987م   | [ 5 ]  |
| مظاهر العملية الإبداعية في تجربة الكتابة الأدبية بالبحرين                                     | 1994م   |        |
| الثقافة والتعليم، التفوق والإبداع                                                             | 1997م   |        |
| اختلاج الروح ما بين السر والبوح (شعر)                                                         | 2001م   |        |
| الشباب: المستقبل والأمل: دراسة في الاتجاهات النفسية الاجتماعية للشباب نحو ذواتهم ونحو الآخرين | 2005م   |        |
| قضايا تربوية: التربية والإبداع، سلسلة ضوء (1) ضوء النفس                                       | 2005م   |        |
| قضايا ثقافية: الثقافة والإبداع، سلسلة ضوء (2) ضوء الروح                                       | 2006م   |        |
| قضايا اجتماعية، سلسلة ضوء (3)، ضوء القلب                                                      | 2006م   |        |
| رسائل حب مبتورة، البحرين                                                                      | 2006م   |        |
| حزاوي أمي شيخة: أحلام الطفولة، قصص وحكايا من التراث الشعبي (ج1)                               | 2006م   | [ 6 ]  |
| حزاوي أمي شيخة: أحلام الطفولة، قصص وحكايا من التراث الشعبي (ج2)                               | 2006م   |        |
| العشب والرياح العاتية: قضايا سياسية، سلسلة ضوء (4)، ضوء العقل                                 | 2008م   |        |
| حزاوي أمي شيخة: أحلام الطفولة، قصص وحكايا من التراث الشعبي (ج3)                               | 2009م   |        |
| حزاوي أمي شيخة: أحلام الطفولة، قصص وحكايا من التراث الشعبي (ج4)                               | 2010م   | [ 7 ]  |
| تجليات (شعر)                                                                                  | 2010م   | [ 8 ]  |
| عين الحب (رواية)                                                                              | 2011م   | [ 9 ]  |
| حزاوي بحرينية                                                                                 | 2014م   |        |
| ضوء الرأي                                                                                     | 2017م   |        |
| نشيد الأرض                                                                                    | 2019م   |        |
| قل هو العشق                                                                                   | 2020م   | [ 10 ] |
| موسوعة الأمثال والأقوال الشعبية في الخليج العربي (3 أجزاء)                                    | 2021م   | [ 11 ] |

## التكريم والجوائز
كرمت في ملتقى الشارقة الدولي للراوي الذي تنظمه معهد الشارقة للتراث عام 2018م، وذلك لجهودها في صون التراث وحمايته.